# Eight-ball
Eight-ball est un super-vilain appartenant à l'univers de Marvel Comics. Il a été créé par Bob Budiansky et Bret Blevins dans Sleepwalker #1 (Juin 1991).

## Biographie fictive
Jeff Hagees était un ingénieur spécialisé dans l'armement et les systèmes de missiles. Pour évacuer le stress de son travail, il jouait au billard et perdait beaucoup d'argent dans des concours. Il fut licencié à cause de ses problèmes de dépendance au jeu. Il chercha alors à se venger sous le masque de Eight-ball. Puis il monta son propre gang de crime organisé.
Il combattit plusieurs fois Sleepwalker et on pouvait le trouver au Bar Sans Nom avec Oddball, véritable repaire de criminels costumés.
Dans un défi lancé par le Super-Bouffon, les deux super-vilains cherchèrent à tuer Sleepwalker, pour un prix de 100000 dollars, mais tous deux abandonnèrent.
Eight-ball fut finalement arrêté et envoyé dans une prison spéciale ou les condamnés étaient réduits en taille grâce aux particules Pym. Il fit partie de l'évasion orchestrée par le Penseur Fou, s'échappant sur la main de Miss Hulk.
Il continua sa carrière dans le crime pour aider sa grand-mère.
Il fit récemment équipe avec Freezer Burn et Whirlwind pour dérober une puce informatique chez Ricadonna. Ce dernier envoya aussitôt le Démolisseur le tuer, alors qu'il était escorté par Colleen Wing et Misty Knight.

## Pouvoirs
- Eight-ball possédait une queue de billard magnétique qui amplifiait 1000 fois la force des coups.
- Il se servait aussi de boules de billard modifiées, fonctionnant comme des grenades.
- Il se déplaçait à bord d'une boule géante qui lévitait au-dessus du sol.